# Пиріжківська сільська рада
Пиріжківська сільська рада — колишня адміністративно-територіальна одиниця та орган місцевого самоврядування у Малинському районі Малинської, Коростенської і Волинської округ, Київської і Житомирської областей Української РСР та України з адміністративним центром у с. Пиріжки.

## Населені пункти
Сільській раді були підпорядковані населені пункти:
- с. Пиріжки
- с. Баранівка

## Населення
Відповідно до результатів перепису населення СРСР, кількість населення ради, станом на 12 січня 1989 року, становила 1 256 осіб.
Станом на 5 грудня 2001 року, відповідно до перепису населення України, кількість мешканців сільської ради становила 948 осіб.

## Склад ради
Рада складалася з 14 депутатів та голови.

### Керівний склад сільської ради
| ПІБ                          | Основні відомості                                                                 | Дата обрання | Дата звільнення |
| ---------------------------- | --------------------------------------------------------------------------------- | ------------ | --------------- |
| Павленко Світлана Миколаївна | Сільський голова, 1961 року народження, освіта, член Комуністичної партії України | 26.03.2006   | 31.10.2010      |
| Марченко Анатолій Васильович | Сільський голова, 1967 року народження, освіта вища, безпартійний                 | 15.05.2011   |                 |

Примітка: таблиця складена за даними джерела

## Історія
Створена 1923 року в складі сіл Пиріжки, Рем'янівка та хуторів Межник, Олси, Рем'янівське Будище Малинської волості Радомисльського повіту Київської губернії. 7 березня 1923 року включена до складу новоствореного Малинського району Малинської округи. Станом 17 грудня 1926 року на обліку числилися хутори Крашене, Плоске, Ракитняк і Стовпняк. На 1 жовтня 1941 року с. Рем'янівка та хутори Крашене, Межник, Олси, Плоске, Ракитняк, Рем'янівське Будище і Стовпняк не значилися на обліку населених пунктів.
Станом на 1 вересня 1946 року сільська рада входила до складу Малинського району Житомирської області, на обліку в раді перебувало с. Пиріжки.
11 серпня 1954 року, відповідно до указу Президії Верховної ради Української РСР «Про укрупнення сільських рад по Житомирській області», підпорядковано с. Лумля ліквідованої Люмлянської сільської ради Малинського району. 5 березня 1959 року, відповідно до рішення Житомирського облвиконкому № 161 «Про ліквідацію та зміну адміністративно-територіального поділу окремих сільських рад області», до складу ради передано с. Баранівка Головківської сільської ради, с. Лумля передане до складу Малинівської сільської ради Малинського району.
На 1 січня 1972 року сільська рада входила до складу Малинського району Житомирської області, на обліку в раді перебували села Баранівка та Пиріжки.
Виключена з облікових даних 17 липня 2020 року. Територію та населені пункти ради, відповідно до розпорядження Кабінету Міністрів України № 711-р від 12 червня 2020 року «Про визначення адміністративних центрів та затвердження територій територіальних громад Житомирської області», включено до складу Малинської міської територіальної громади Коростенського району Житомирської області.